# Espen Beranek Holm

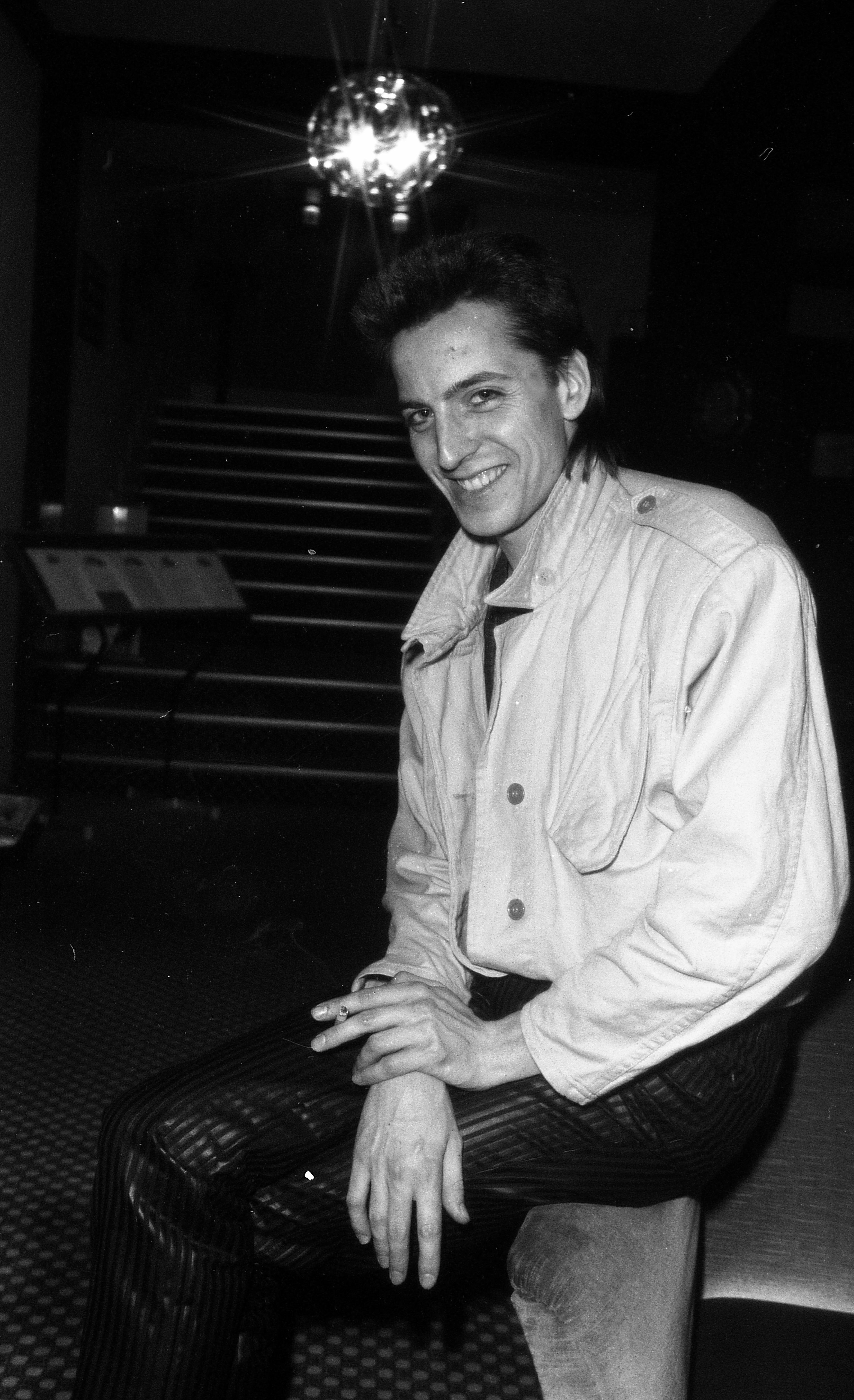
Espen Beranek Holm

Espen Beranek Holm (* 23. März 1960 in Oslo) ist ein norwegischer Rockmusiker und Comedian.

## Leben
Beranek begann seine musikalische Laufbahn als Klarinettist, später spielte er Gitarre, Bass und Synthesizer. In den 1970er Jahren trat er mit verschiedenen kleinen Bands auf. 1981 debütierte er mit der Single Dra te hælvete, die 18000-mal verkauft wurde. Im gleichen Jahr folgte das Synth-Pop-Album Sound of Danger. Für das Album X-Ray (1983) wurde er mit dem Spellemannprisen ausgezeichnet.
1994 spielte er die Musik zu dem Spielfilm Galskap ein. Nachdem er in den 1980er Jahren an den Fernsehsendereihen Happy Hour und Videospeilet mitgewirkt hatte, trat er in den 1990er Jahren in der Satiresendung Hallo i uken des Norwegischen Rundfunks als Imitator und Satiriker auf. 1998 schrieb er die Musik zum Musical 1000 år og like blid von Are Kalvø, der zu der Zeit Programmdirektor der Sendereihe war. Nach 2000 trat er mit dem Comedian Rune Andersen in den Programmen Rune Andersen ligner ikke grisen (2000/2001) und Hurra for Andersen (2004) auf.

## Diskografie
- Sound of Danger mit Monica Moltzau, 1981
- X-Ray mit Anne Danielsen, Bernt Biberg, Sverre E. Henriksen, 1983
- Trigger mit Jean-Jacques Burnel, Anne Danielsen, Mari Maurstad, Bendik Hofseth, Arild Stav, Bernt Biberg, Sverre E. Henriksen, 1984
- Daylight in the Dark mit Arne J. Berggren, Jean-Jacques Burnel, Dave Greenfield, B. J. Cole, Ingeborg Magerøy, Anne Danielsen, Ellen K. Hvattum, Bendik Hofseth, Per Øystein Sørensen, Pål Ribu, Bernt Biberg, 1986
- The Red File mit Anne Hoseth, Ellen K. Hvattum, Henrik Cederberg, 1988
- Vintage Tape, 1993
- Tacoma Bridge mit Arne J. Berggren, Bendik Hofseth, Ellen K. Hvattum, 1994